# Sylligma franki
Sylligma franki Lewis & Dippenaar-Schoeman, 2011 è un ragno appartenente alla famiglia Thomisidae.

## Etimologia
Il nome proprio è in onore di Frank Honiball, padre della prima descrittrice di questa specie, che l'ha ispirata e sostenuta nell'intraprendere questi studi

## Caratteristiche
L'olotipo femminile rinvenuto ha lunghezza totale è di 3,38-3,60 mm; la lunghezza del cefalotorace è di 1,60-1,62 mm e la larghezza è di 1,41-1,48 mm
Gli esemplari maschili rinvenuti hanno lunghezza totale è di 2,88-3,00 mm; la lunghezza del cefalotorace è di 1,48-1,63 mm e la larghezza è di 1,20-1,35 mm

## Distribuzione
La specie è stata reperita in Uganda: sul monte Buvenda nel distretto di Busaga; nella Repubblica Democratica del Congo, nei pressi di Rutshuru, nella regione del Kivu settentrionale; in Mozambico e in Ruanda (località sconosciute)

## Tassonomia
Al 2015 non sono note sottospecie e dal 2011 non sono stati esaminati nuovi esemplari